# Бранко Алексић
Бранко Алексић (Карловац, 1923 — Београд, 1998) био је српски архитекта и један од представника Београдске школе становања.